# ボロ・プリモラツ
ボロ・プリモラツ（Boro Primorac、1954年12月5日 - ）は ボスニア・ヘルツェゴビナ、モスタル出身の元ユーゴスラビア代表サッカー選手、サッカー指導者。ポジションはミッドフィールダー。

## 来歴
選手として、1970年代後半にかけてユーゴスラビア代表のキャプテンを務めた。一方、クラブ歴としてはユーゴスラビアのクラブチーム以外にフランスのチームにも所属した。
1995年、アーセン・ベンゲルが名古屋グランパスエイトの監督に就任するとヘッドコーチとして招集される。1996年秋にベンゲルがアーセナルと契約した際も共に移籍し、以降もベンゲルの右腕として貢献した。

## 選手としてプレーしたクラブ
- FKヴェレジュ・モスタル（ ユーゴスラビア※当時） 1972-1978
- HNKハイドゥク・スプリト（ ユーゴスラビア※当時） 1978-1983
- リール（ フランス） 1983-1986
- ASカンヌ（ フランス） 1986-1990

## 選手としての実績
- ユーゴスラビア代表 - 14試合0得点
- モスクワオリンピック4位

## コーチ・監督として在籍したクラブ
- ASカンヌ監督（ フランス） 1990-1992
- ヴァランシエンヌFC監督（ フランス） 1992-1993
- 名古屋グランパスエイトコーチ（ 日本） 1993-1997
- アーセナルFCコーチ（ イングランド） 1997-2018
- HNKハイドゥク・スプリト監督（ クロアチア） 2020-2021

## コーチとして獲得したタイトル
- プレミアリーグ 1998年、2002年、2004年
- FAカップ 1998年、2002年、2003年、2005年